# Rydbo
Rydbo – miejscowość (tätort) w Szwecji, w regionie administracyjnym (län) Sztokholm, w gminie Österåker.
Według danych Szwedzkiego Urzędu Statystycznego liczba ludności wyniosła: 597 (31 grudnia 2015), 603 (31 grudnia 2018) i 597 (31 grudnia 2019).